# 쑨원 (축구인)
쑨원(중국어 간체자: 孙雯, 정체자: 孫雯, 병음: Sūn Wén, 한자음: 손문, 1973년 4월 6일~)은 중화인민공화국의 은퇴한 여자 축구 선수로 현역 시절 포지션은 공격수이다.

## 경력
8세 때 축구를 시작했으며 1989년 상하이 여자 축구단 입단 테스트에 합격했다. 17세 때인 1990년 중국 여자 축구 국가대표팀에 발탁되었고 1991년 FIFA 여자 월드컵과 1995년 FIFA 여자 월드컵, 1999년 FIFA 여자 월드컵, 2003년 FIFA 여자 월드컵에서 중국 대표로 출전했다. 1999년 FIFA 여자 월드컵에서 7득점을 기록하면서 골든슈(대회 득점왕)를 수상했고 골든볼(대회 MVP)까지 석권하면서 중국의 FIFA 여자 월드컵 준우승에 공헌했다.
2000년 상하이 여자 축구단을 떠났고 2001년 미국 여자 프로 축구 리그(WUSA) 클럽인 애틀랜타 비트로 이적했다. 애틀랜타 비트 소속으로 뛰는 동안 33경기에 출전하면서 7득점을 기록했지만 2003년 미국 여자 프로 축구 리그가 재정난을 이유로 중단되면서 하차했고 상하이 선화 여자 축구단으로 이적하게 된다. 같은 해에 현역 은퇴와 함께 언론인 생활을 시작했고 푸단 대학에서 국제 관계학을 전공했다.
2005년 12월 15일 현역 복귀하면서 상하이 선화 여자 축구단과 중국 대표팀에서 다시 뛰었지만 2006년 AFC 아시안컵에서 낙마한 후 부상 악화를 이유로 2006년 8월에 현역에서 은퇴했다. 현재는 상하이에서 행정 공무원을 맡고 있다.

## 수상

### 국가대표
중국
- AFC 여자 아시안컵 6회 우승 (1991, 1993, 1995, 1997, 1999, 2006)
- 아시안 게임 여자 축구 금메달 2회 수상 (1994, 1998)
- 1996년 애틀랜타 올림픽 여자 축구 은메달 수상
- 1999년 FIFA 여자 월드컵 준우승

### 개인
- 국제 축구 연맹(FIFA) 선정 20세기 최고의 여자 축구 선수
- 1999년 FIFA 여자 월드컵 골든슈(대회 득점왕) 수상
- 1999년 FIFA 여자 월드컵 골든볼(대회 MVP) 수상
- 2001년 FIFA 올해의 선수 2위 선정[1]
- 2002년 FIFA 올해의 선수 3위 선정[1]